# Kulithalai
Kulithalai est une ville du district de Karur dans l'État du Tamil Nadu en Inde.

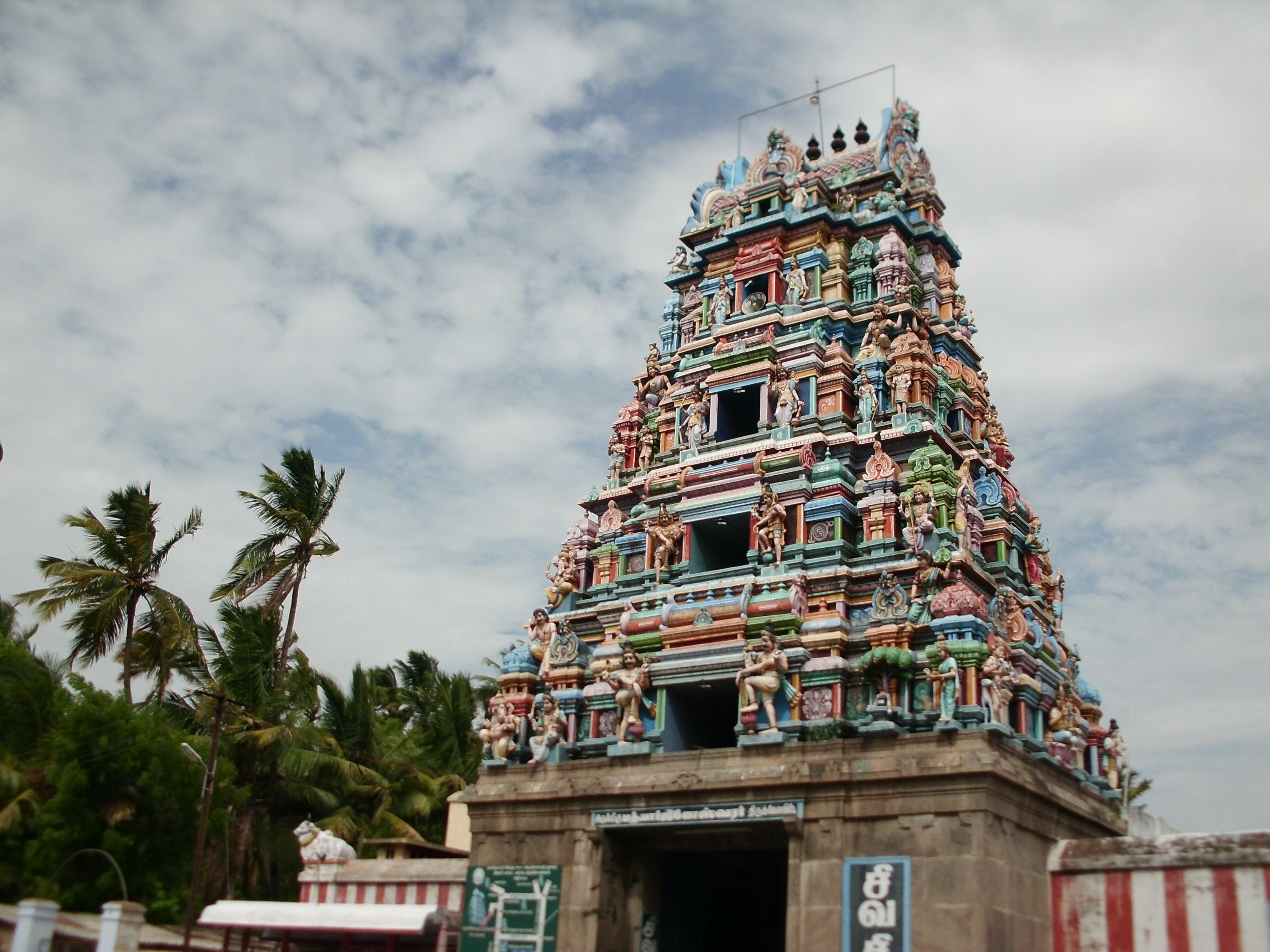
Temple à Kulithalai

La population était de 27 910 habitants en 2011.